# Канадська улоговина

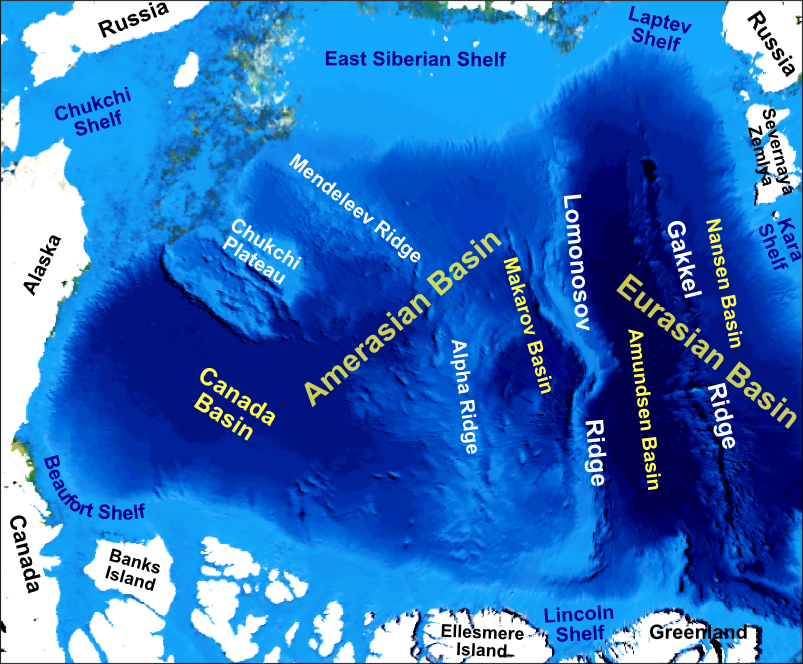
Головні батіметричні/топографічні особливості Північного Льодовитого океану

Канадська улоговина, до 1967 року Улоговина Бофорта — океанічна котловина в західній частині Північного Льодовитого океану].. Є частиною Амеразійського басейну На півдні замикається материковим схилом Північної Америки, на півночі — хребтом Менделєєва, на заході і сході — Чукотським плато і хребтом Альфа відповідно.
Дно Канадської улоговини являє собою абісальну рівнину, покриту глинястим мулом. Глибина котловини досягає 3 879 м.